# Willich
Willich è una città di 50 133 abitanti della Renania Settentrionale-Vestfalia, in Germania.
Appartiene al distretto governativo (Regierungbezirk) di Düsseldorf ed al circondario (Kreis) di Viersen (targa VIE).
Willich si fregia del titolo di "Media città di circondario" (Mittlere kreisangehörige Stadt).